# Sedgehill
Sedgehill – wieś w Anglii, w hrabstwie Wiltshire. Leży 29 km na zachód od miasta Salisbury i 153 km na zachód od Londynu.